# 꽃냉이
꽃냉이(학명: Alyssum montanum 알리숨 몬타눔[*])는 배추과의 여러해살이 식물이다. 원산지는 유럽의 온대 지역이다.

## 종내 분류군
- A. m. subsp. atlanticum (Desf.) O.Bolòs & Vigo
- A. m. subsp. gmelinii (Jord.) Hegi & Em.Schmid

## 사진

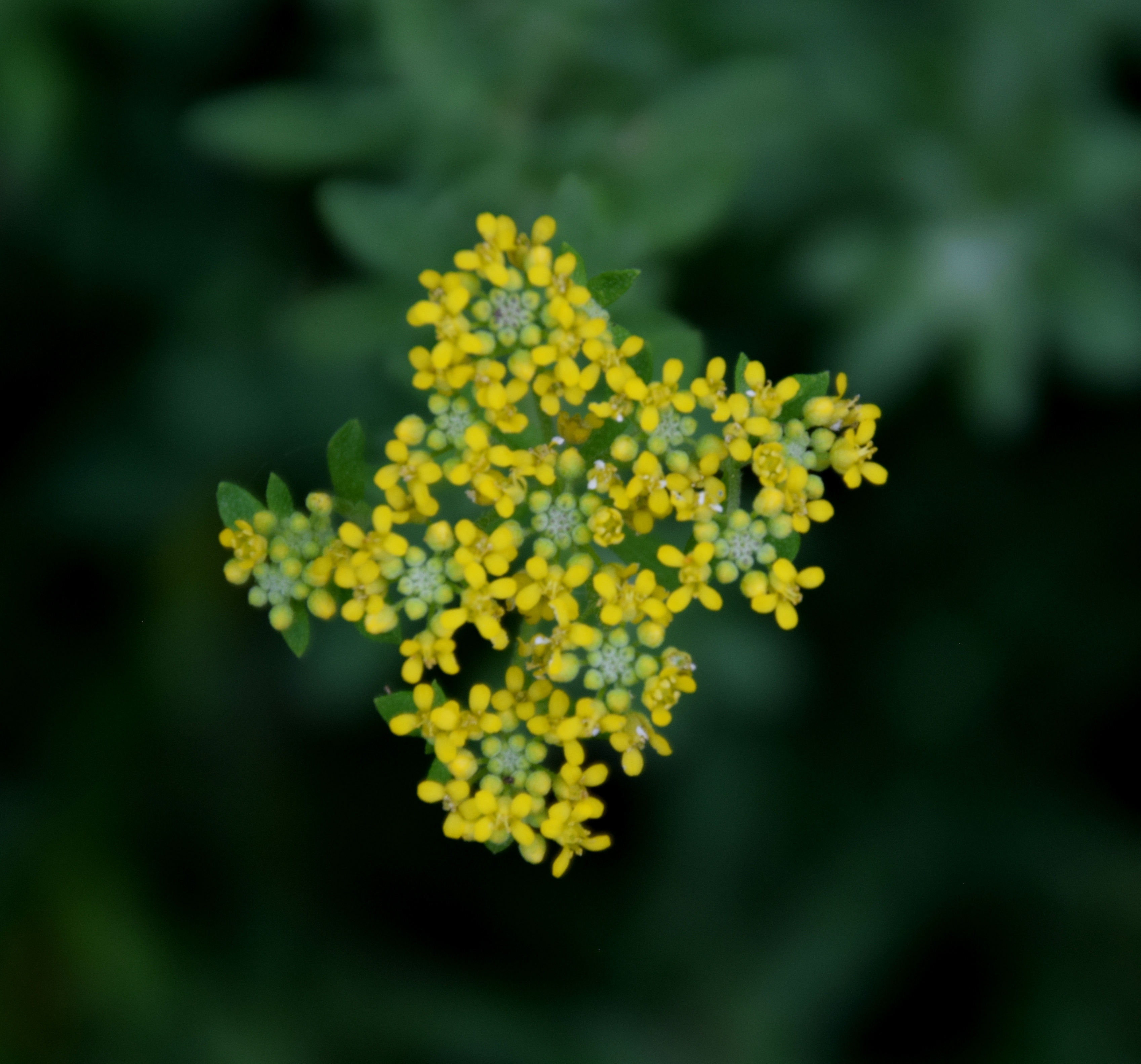
위에서 본 꽃냉이
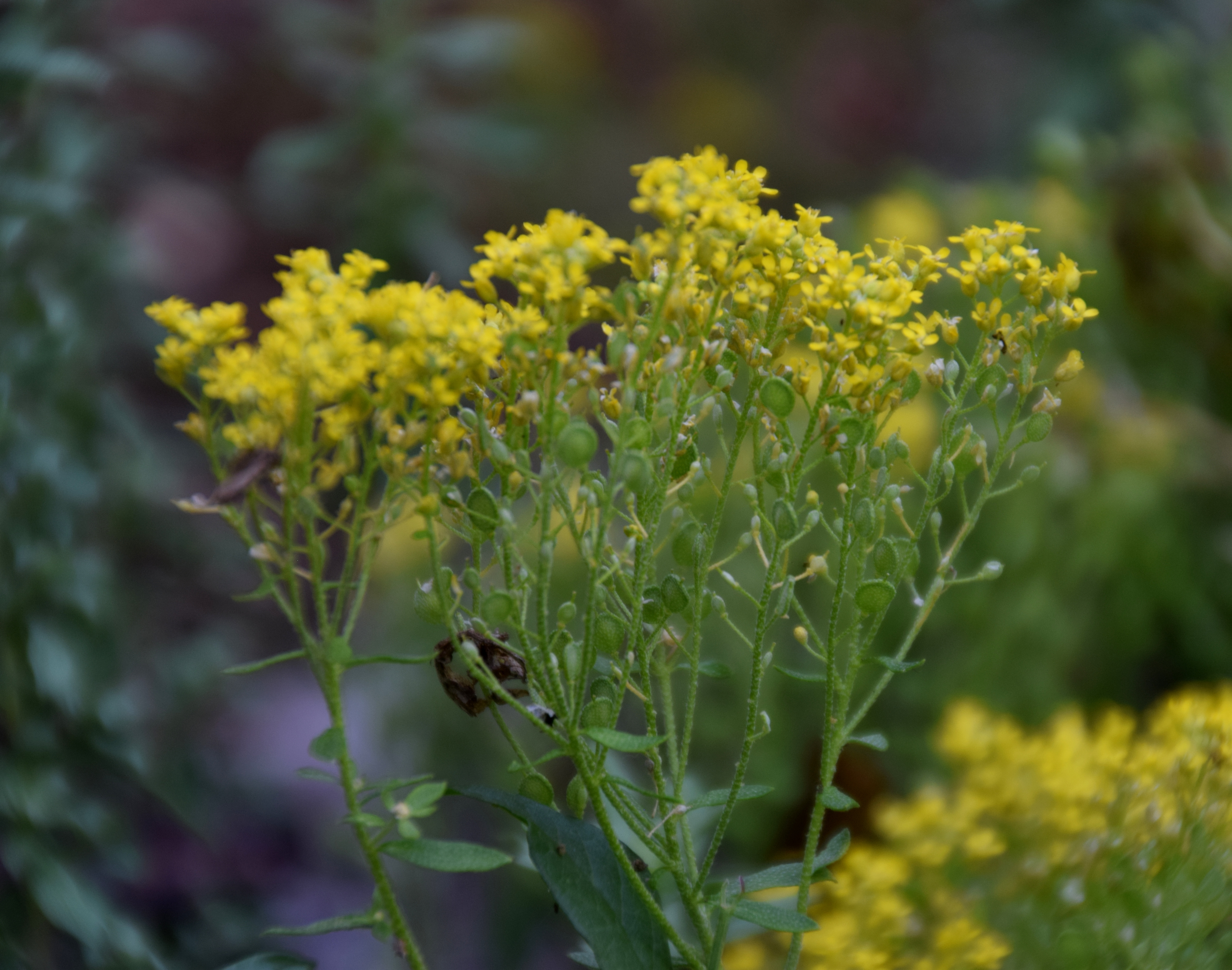
옆에서 본 꽃냉이
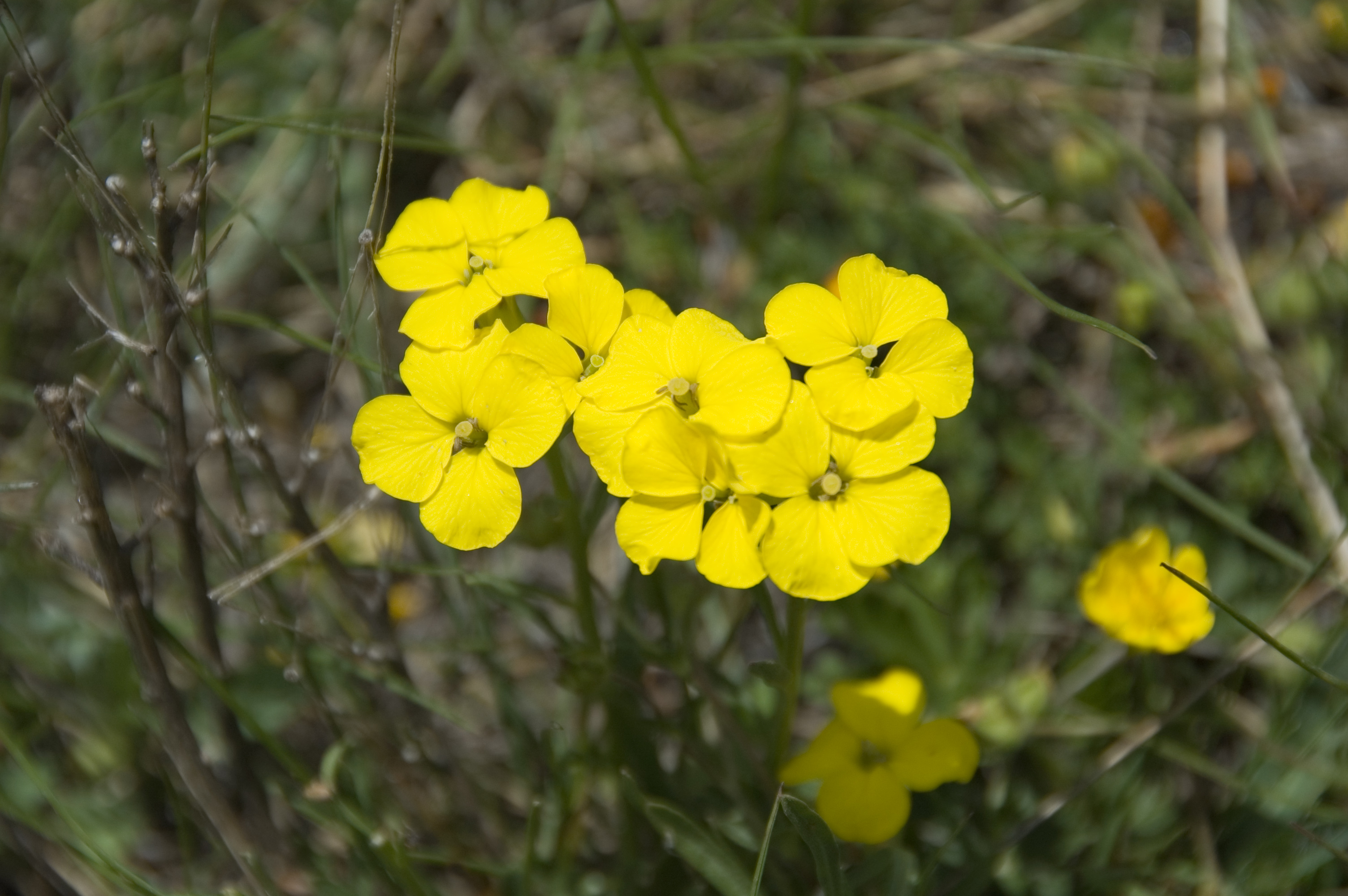
꽃
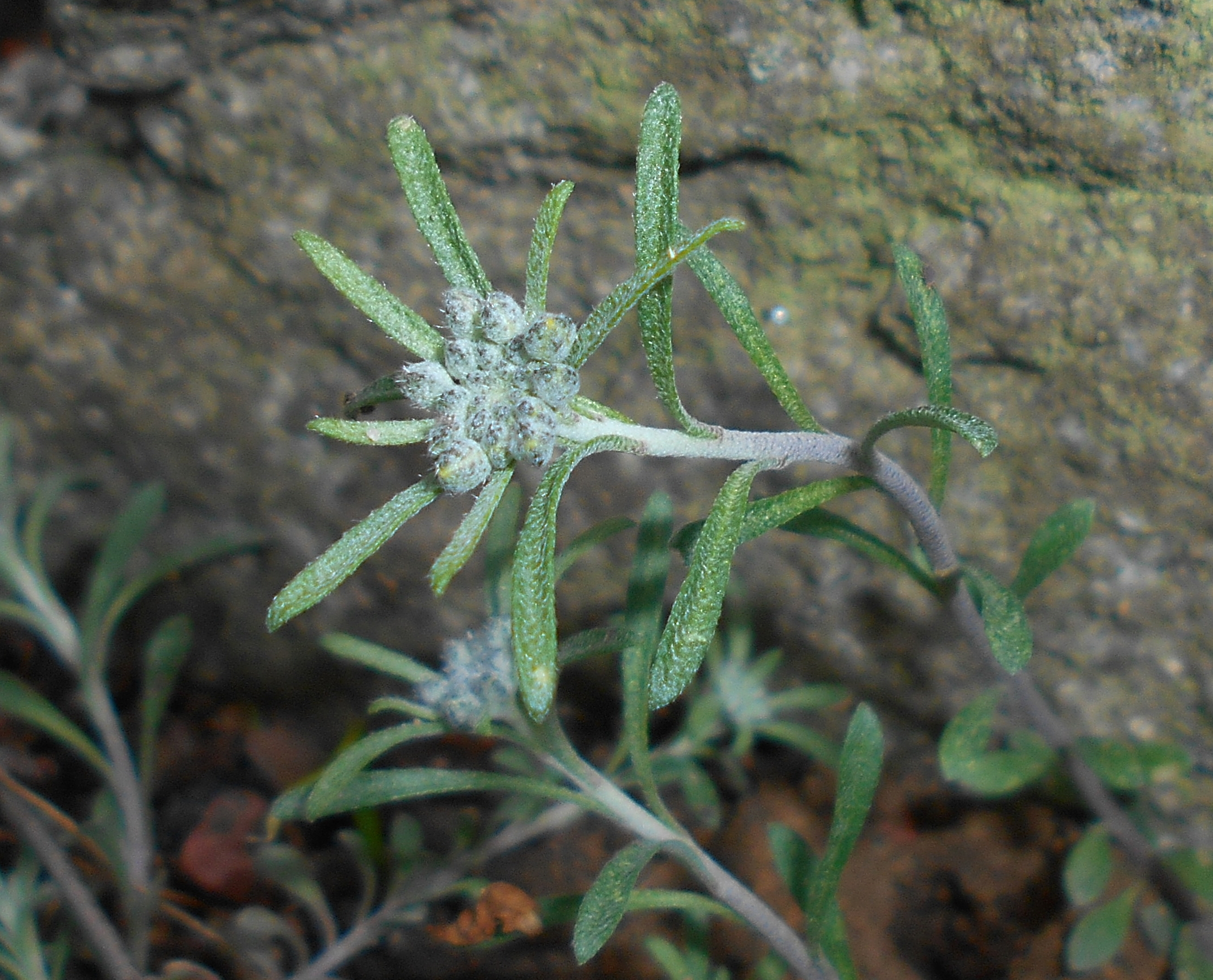
잎과 꽃봉오리